# Бременський Роланд
Бременський Роланд — статуя Роланда, споруджена в 1404 році. Він стоїть на ринковій площі (Rathausplatz) у Бремені, Німеччина, обличчям до собору, і показує Роланда, паладина першого імператора Священної Римської імперії Карла Великого та героя битви при перевалі Ронсево. Роланд зображений як захисник міста: його легендарний меч (відомий у лицарській легенді як Дюрандаль) незакритий, а його щит прикрашений двоглавим імператорським орлом.
Фігура заввишки — 5,47 м стоїть на постаменті 60 см. Опорний стовп, увінчаний балдахіном, доводить загальну висоту до 10,21 м. Статуя була викарбувана з ельмського вапняку і була замовлена отцями міста для заміни дерев'яної, спаленої 1366 року князем-архієпископом Альбертом II. Вона протистоїть церкві як представництву міських прав, що протиставляється територіальним претензіям князя-архієпископа.
Напис на щиті говорить: «vryheit do ik ju openbar / d 'karl vnd mēnich vorst vorwar / desser stede ghegheuen hat / des danket god' is mī radt»
Це перекладається українською мовою: «Свободу, яку я вам виявляю / яку Карл та багато шляхтичів справді надали цьому місцю. / Слава Богу, це моя порада».
Статуї Роланда з'являються в численних містах колишньої Священної Римської імперії як емблеми міських свобод, Stadtrechte. Статуя Роланда в Бремені — найдавніша із збережених зразків. Із Бремена символ громадянської свободи і волі поширився на інші міста і став символом нової Європи. Із 1973 року він охороняється законом про охорону пам'яток. У липні 2004 року разом із ратушею статуя була внесена до списку об'єктів Світової спадщини ЮНЕСКО .

## Легенда
За легендою, Бремен залишатиметься вільним і незалежним до тих пір, поки Роланд стоїть на варті міста. Із цієї причини стверджується, що друга статуя Роланда зберігається захованою в підземних склепіннях ратуші, яку можна швидко встановити як заміну, якщо оригінал упаде.

## Кляйнер Роланд
Кляйнер Роланд у Нойштадті був зведений у 1737 році 1-м Нойштедтерським бюро компаній. Унаслідок того, що громадяни Нойштедтера мали дуже обмежені права громадянства з 1642 року. Він заснований на більшому Роланді 1404 року.
На ньому написано: «У вас там стоїть великий, ми стоїмо перед малим. Ми не велике місто, ми маленьке і придаток, але ми таке ж місто, як і ви».

## Галерея

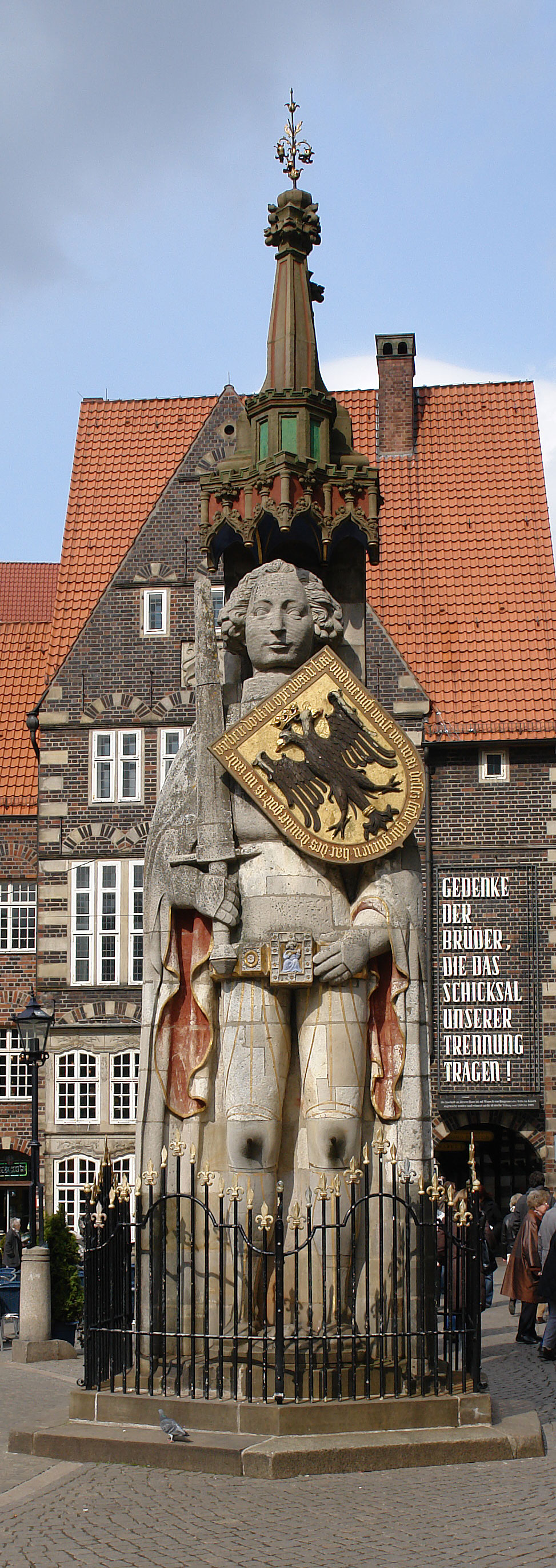
Статуя Роланда на Ринковій площі
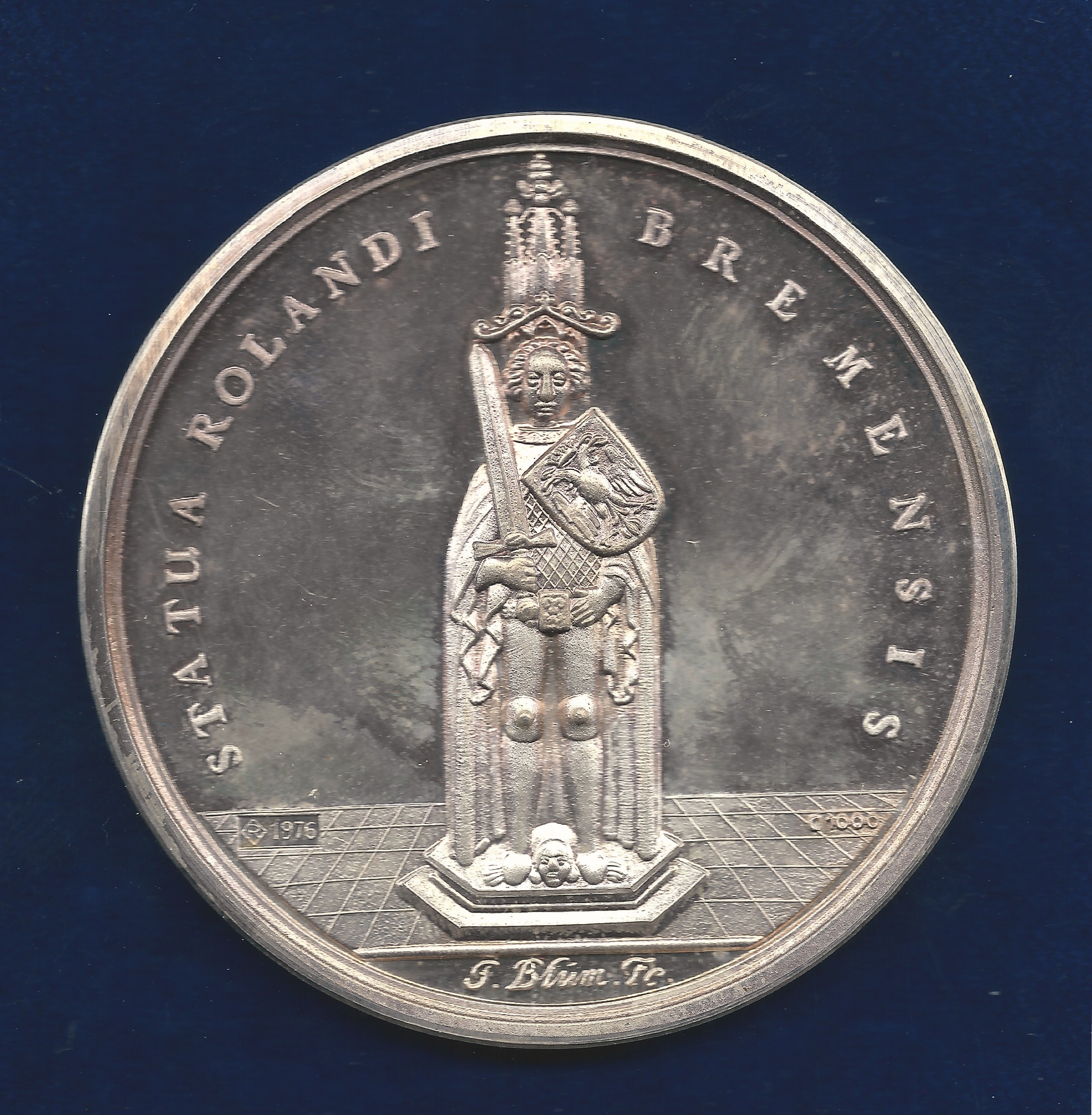
Бременський Роланд на медалі 1648 р. Йоганн Блюм[de] вшанування пам’яті Вестфальського миру
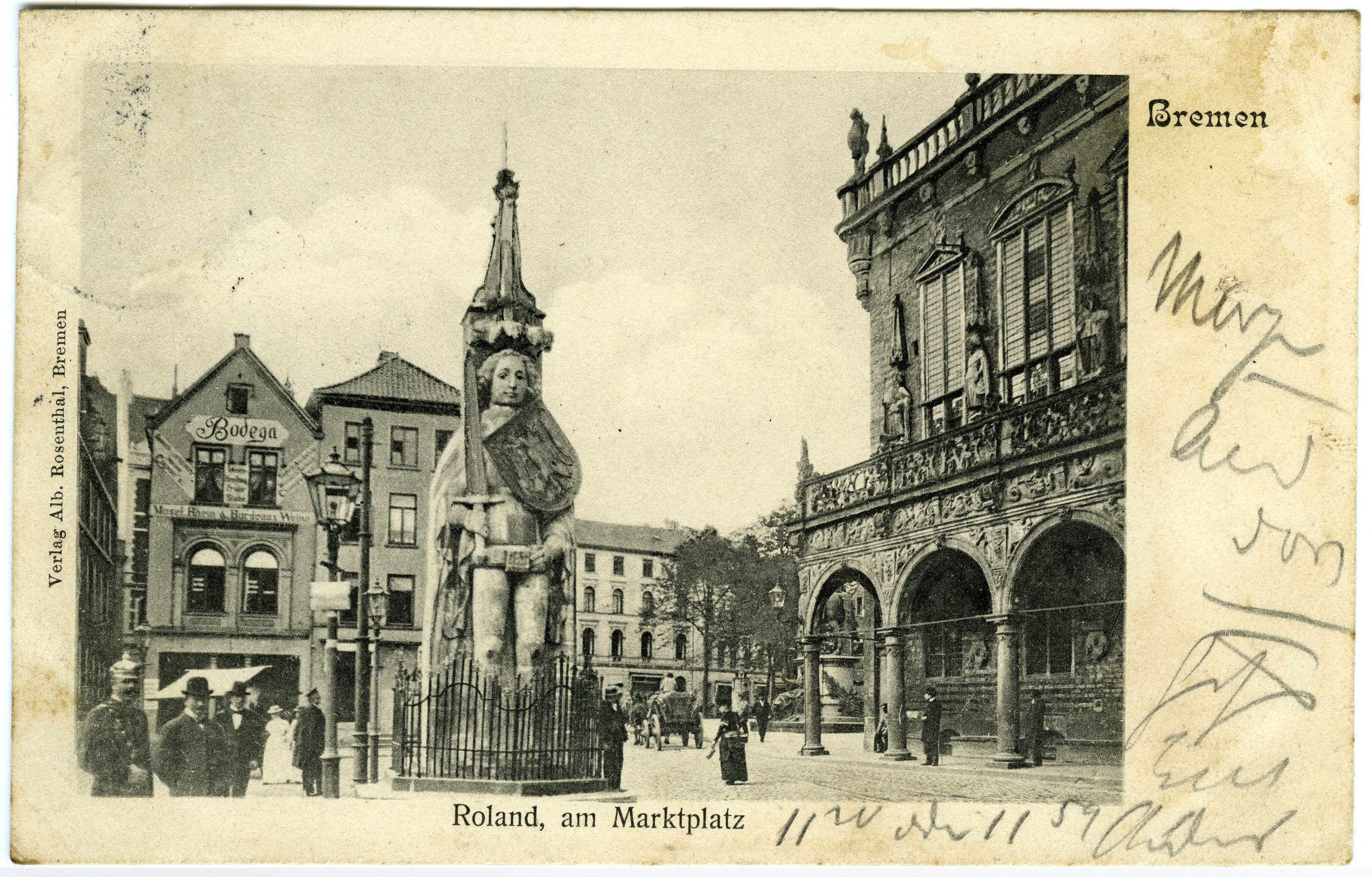
Листівка Бремена 1905 року, де зображено Роланда та ринок.